# انایکودام
انایکودام (به انگلیسی: Anaikudam) یک منطقهٔ مسکونی در هند است که در تامیل نادو واقع شده‌است.

## خصوصیات
انایکودام ۴٬۱۸۲ نفر جمعیت دارد.